# 夷安公主
夷安公主（?—?），名不详，西汉汉武帝的女儿。她嫁给了姑母隆虑公主的儿子昭平君（名不详，其父可能是陈蟜）。
昭平君为人凶残，隆虑公主临死提前向汉武帝求情。可是，公主死后，昭平君还是杀了隆虑公主的保傅。下狱後，汉武帝想赦免外甥，廷尉力争，最后汉武帝依法处死外甥。东方朔对汉武帝表示赞赏。